# 长汀中华基督教堂
25°50′16″N 116°21′25″E / 25.83778°N 116.35694°E
长汀中华基督教堂位于中国福建省龙岩市长汀县汀州镇人民巷43号，原为中华基督教会的教堂。1929年3月中国工农红军第四军进入长汀后，将中共福建省委设于此处，周恩来也在这里住宿、办公。1988年作为长汀革命旧址之一被列为第三批全国重点文物保护单位。

## 图片
- 南面大门
- 大门
- 内部